# Паролистові
Парнолистові або Паролистові (Zygophyllaceae) — родина квіткових рослин, яка ділиться на п'ять підродин, з 25–27 родами і близько 280 видами.

## Опис
Невеликі дерева, чагарники або напівчагарники, рідко однорічні або багаторічні трав'янисті рослини. Стебла зазвичай розгалужені. Деякі види ксерофіти. Рідко чергуються, а в основному протилежно розташовані листки, як правило перисті, часто м'ясисті. Більшість квітів двостатеві. Як правило, вони утворюють коробочки, рідкісні кістянки (Balanites).

## Поширення
Надає перевагу більш-менш посушливим і засоленим (галофільним) областям у багатьох частинах світу. Більшість видів росте в тропіках або субтропіках, рідко — в помірних теплих районах.
В Україні зростають Tribulus terrestris та Zygophyllum fabago — усі в південній частині.

## Роди
Підродина Larreoideae
- Bulnesia Gay
- Guaiacum L.
- Larrea Cav.
- Pintoa Gay
- Porlieria Ruiz & Pav.

Підродина Morkillioideae
- Morkillia Rose & J.H.Painter
- Sericodes A.Gray
- Viscainoa Greene

Підродина Seetzenioideae
- Seetzenia R.Br. ex Decne.

Підродина Tribuloideae
- Balanites Delile
- Kallstroemia Scop.
- Kelleronia Schinz
- Neoluederitzia Schinz
- Sisyndite E.Mey. ex Sond.
- Tribulopis R.Br.
- Tribulus L.

Підродина Zygophylloideae
- Augea Thunb.
- Fagonia L.
- Halimiphyllum (Engl.) Boriss.
- Melocarpum (Engl.) Beier & Thulin
- Roepera A.Juss.
- Tetraena Maxim.
- Zygophyllum L.

Unplaced
- Izozogia G.Navarro
- Metharme Phil. ex Engl.
- Plectrocarpa Gillies ex Hook. & Arn.

## Використання
Guaiacum officinale має деревину надзвичайно високої щільності й твердості. Деякі Guaiacum, Zygophyllum, Tribulus, Larrea використовуються в теплих областях, як декоративні рослини. Листя і молоді пагони Tribulus terrestris вживають в їжу після приготування. Плоди їдять у вареному вигляді або виготовляють борошно.

## Галерея

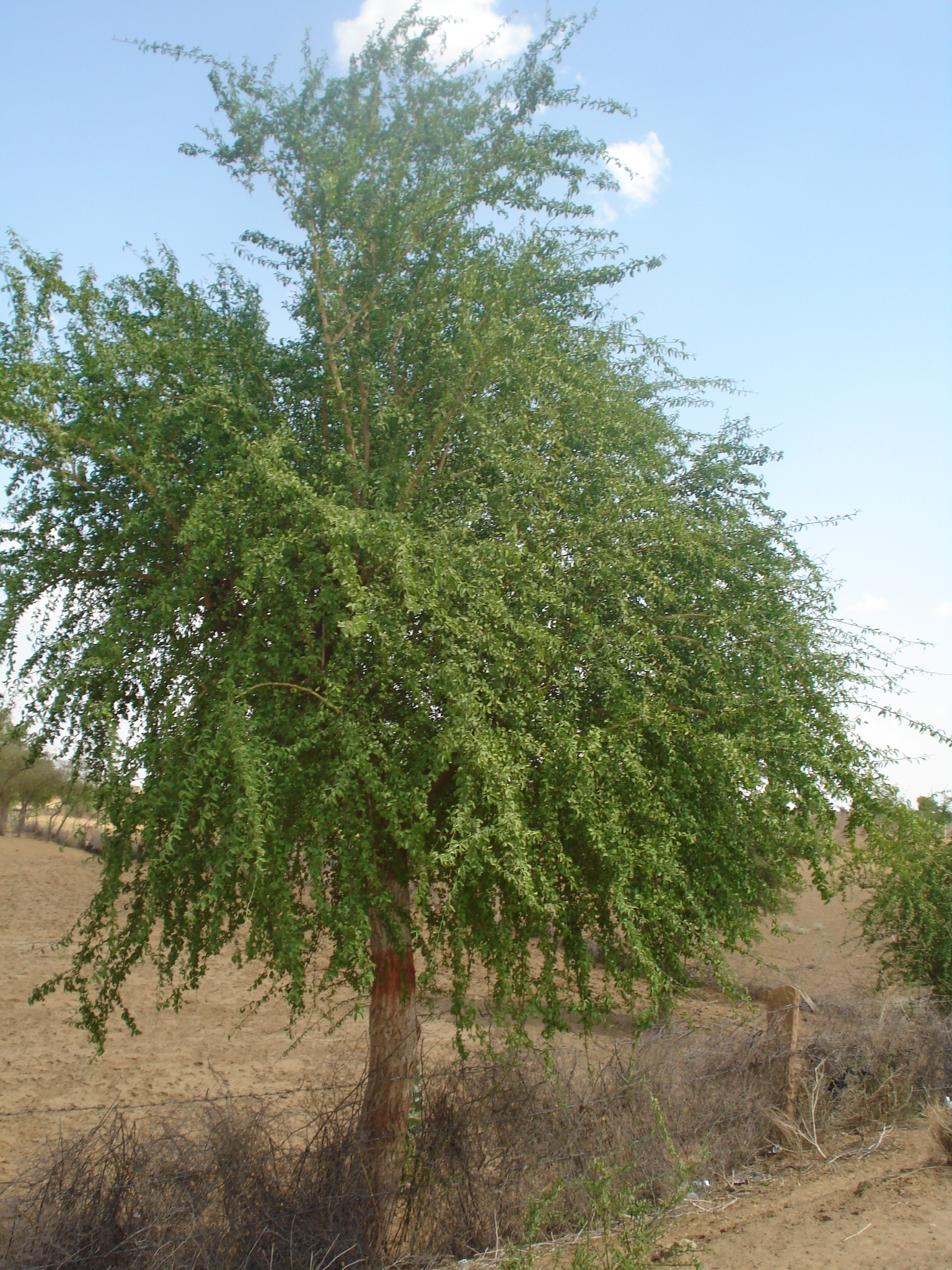
Balanites roxburghii
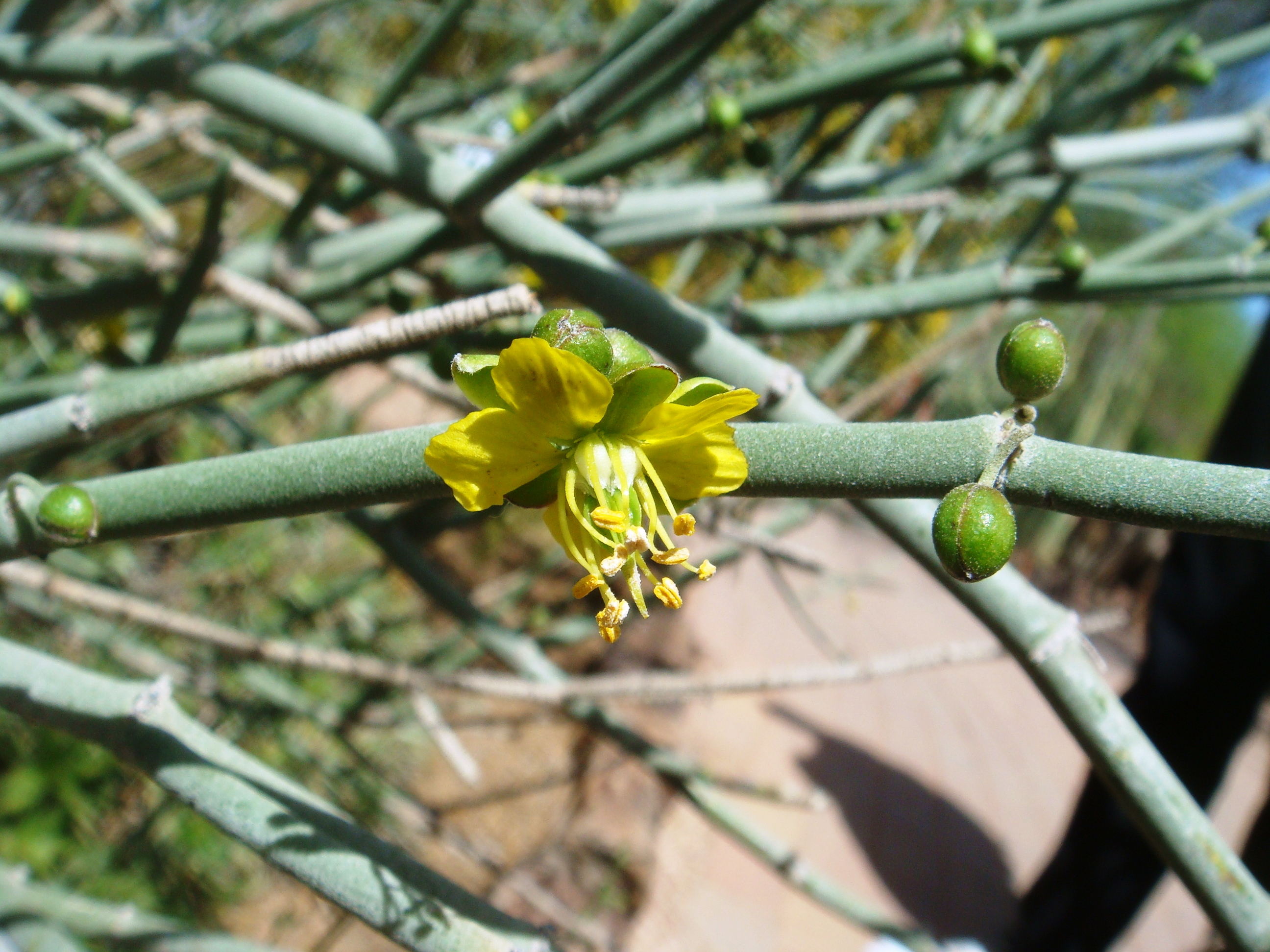
Bulnesia retama
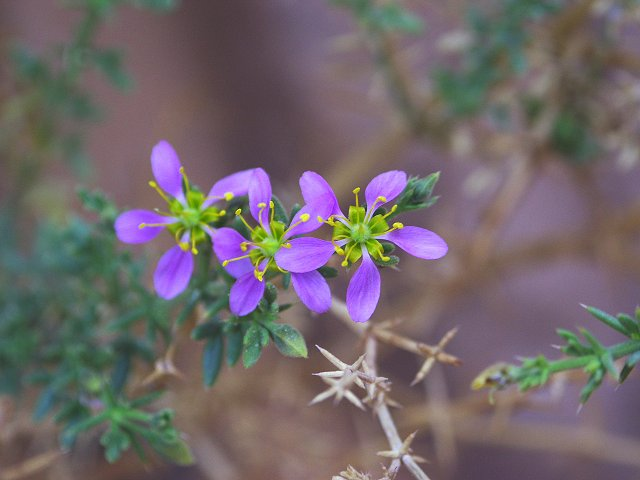
Fagonia arabica
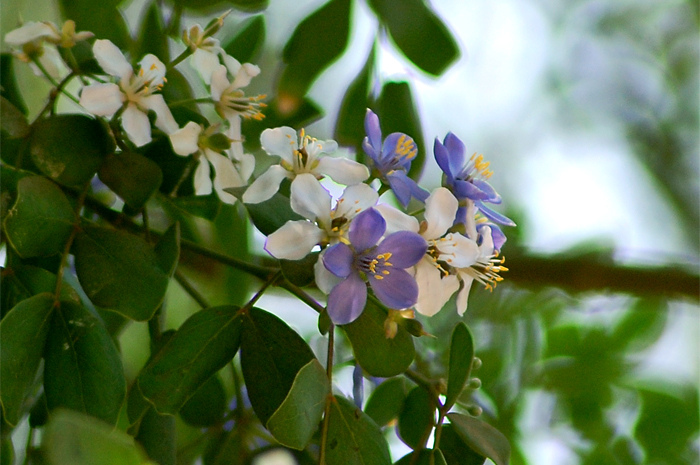
Guaiacum officinale
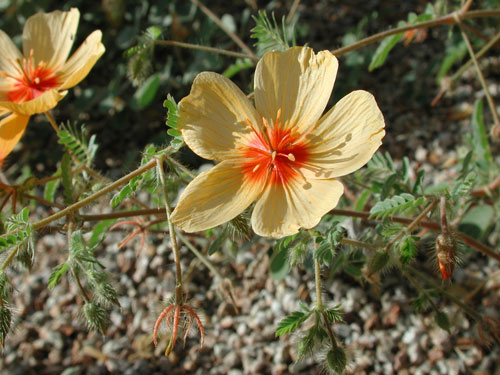
Kallstroemia grandiflora
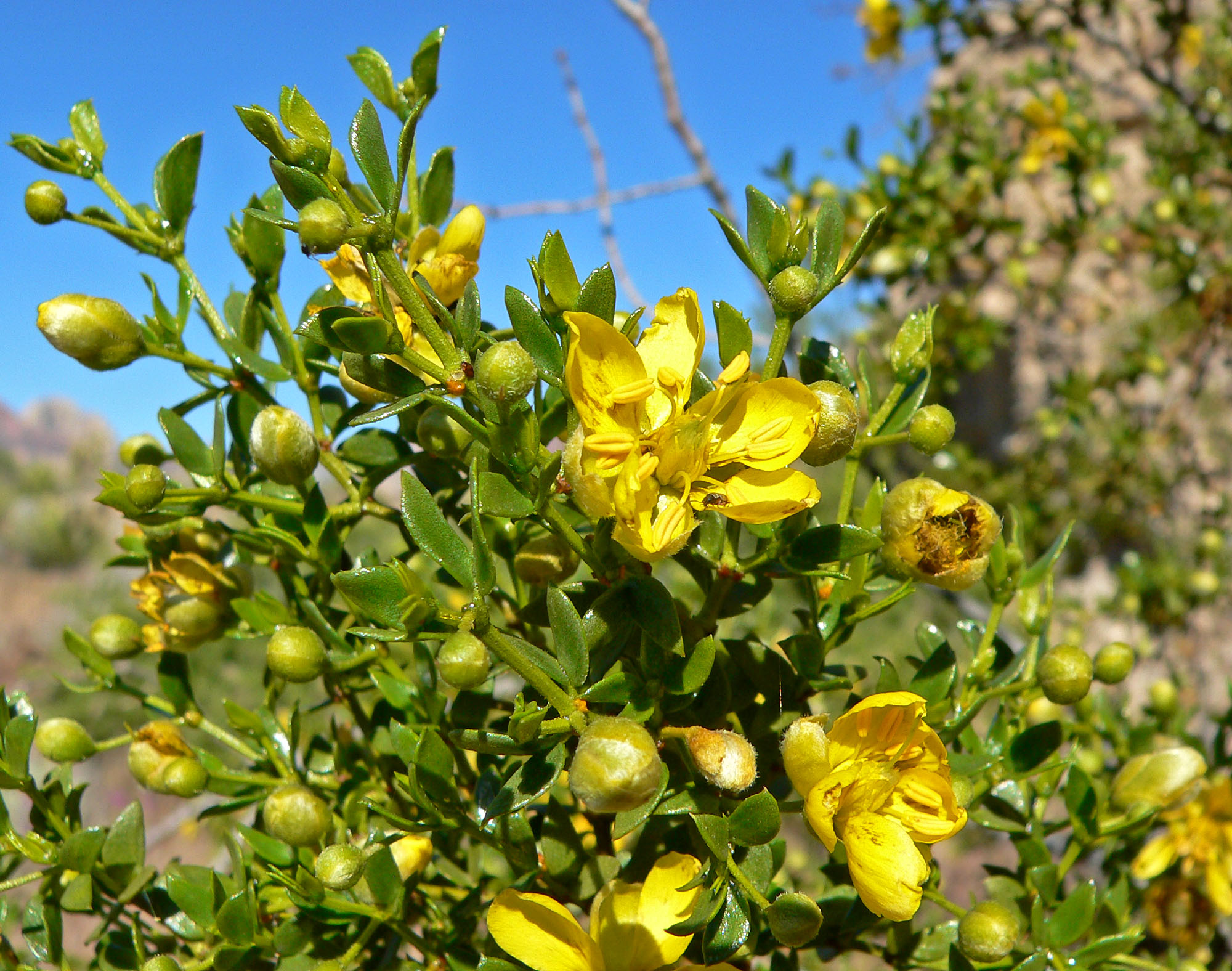
Larrea tridentata
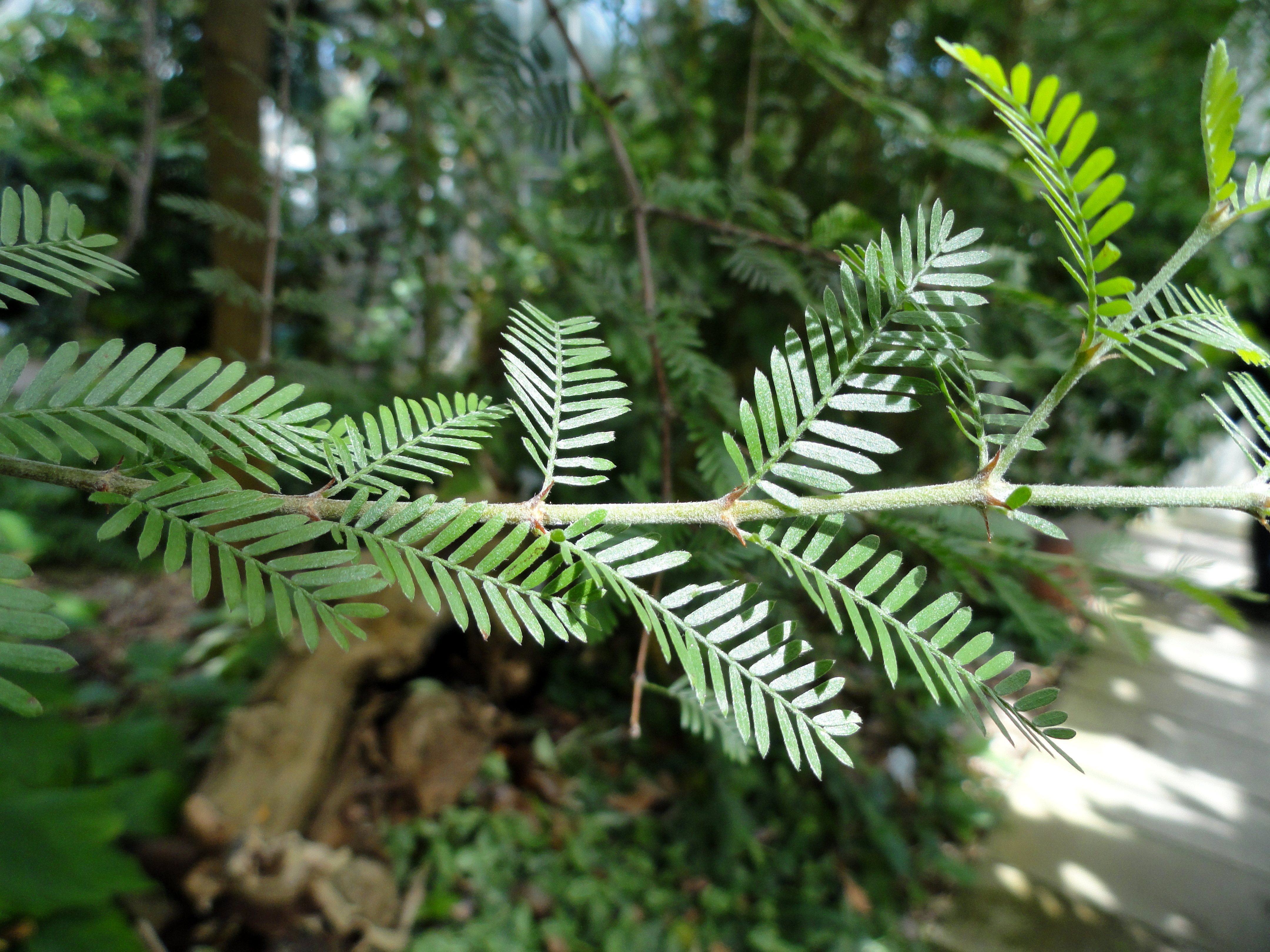
Porlieria hygrometra
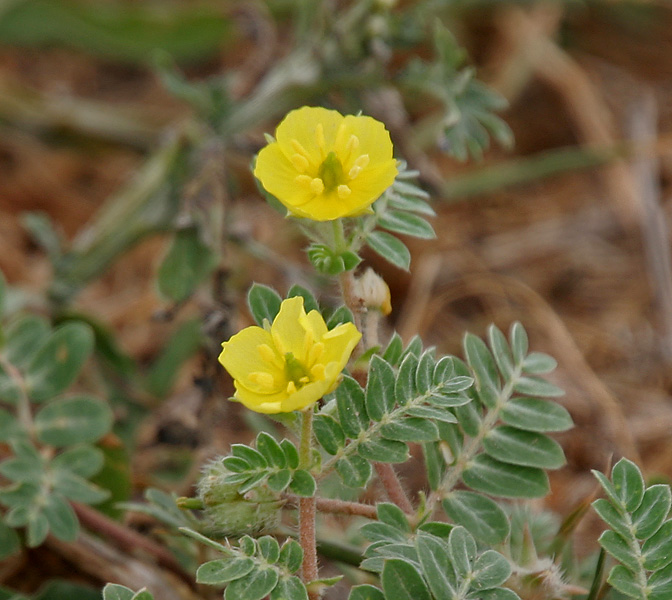
Tribulus terrestris